# Енотовые

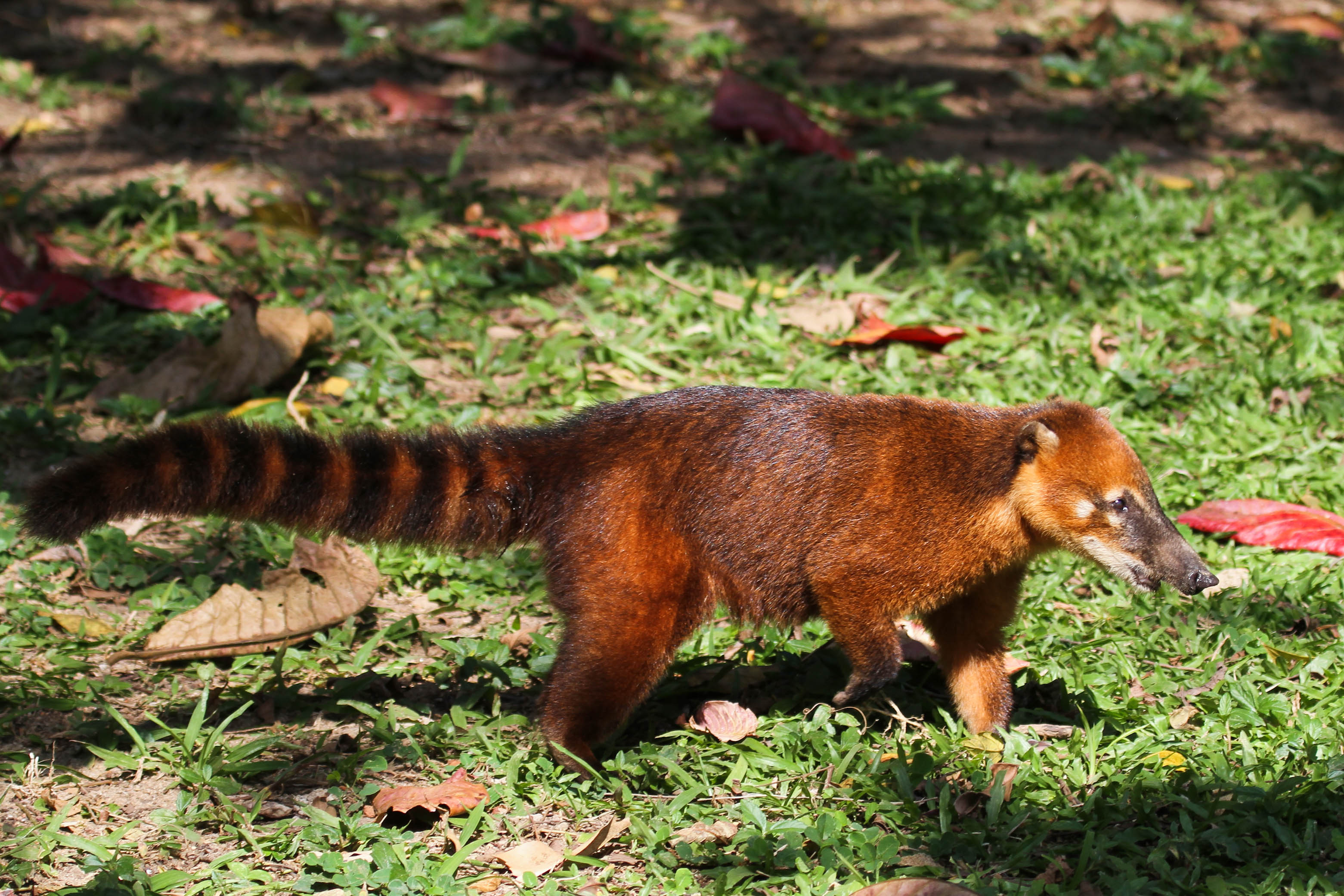
Обыкновенная носуха (Nasua nasua)

Ено́товые (лат. Procyonidae) — семейство млекопитающих из отряда хищных. Обитают в широком диапазоне сред и, как правило, всеядны.

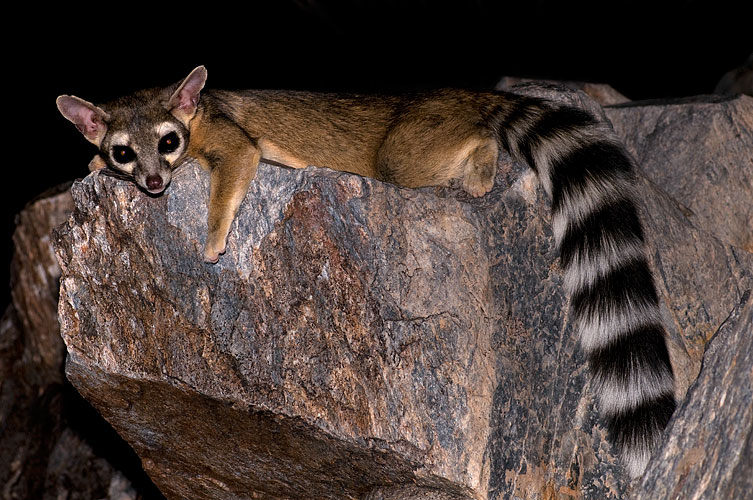
Североамериканский какомицли (Bassariscus astutus)

## Ареал
Большинство енотовых живут в умеренных и тропических широтах Северной и Южной Америки. На территории Евразии, и в частности в России, интродуцирован американский вид — енот-полоскун.

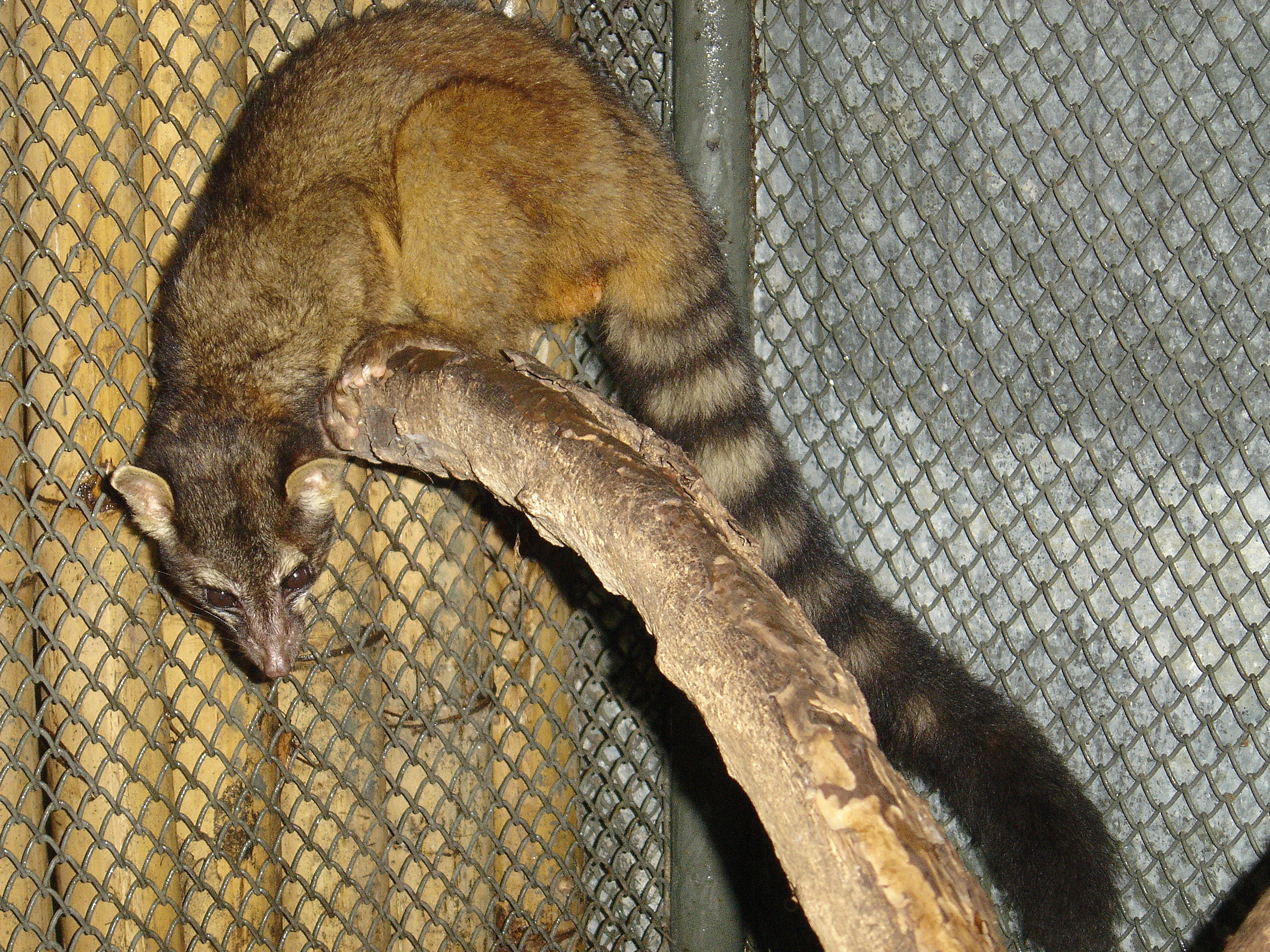
Центральноамериканский какомицли (Bassariscus sumichrasti)

## Описание
Первые енотовые жили в Евразии, откуда через существовавший некогда соединявший их перешеек попали в Америку. В Старом свете после этого вымерли, не выдержав конкуренции с виверровыми, занявшими аналогичные экологические ниши.
Енотовые — это относительно мелкие животные с обычно тонкими телами и длинными хвостами.
Из-за их общего телосложения, енотовые часто считаются маленькими кузенами семейства медвежьих. Это проявляется в немецких наименованиях этого животного: Waschbär («стирающий медведь», так как он «стирает» свою еду), а коати называется Nasenbär («нос-медведь»), в то время как кинкажу называется Honigbär («медовый медведь»). Голландцы следуя их примеру, называют животных wasbeer, neusbeer и rolstaartbeer соответственно. Однако в настоящее время считается, что енотовые более тесно связаны с куньими, чем с медвежьими.
Из-за своей всеядной диеты енотовые утратили некоторые признаки мясоедов, обнаруженные у их хищных родственников. Хотя у них есть хищные зубы, они плохо развиты у большинства видов.
В то время как коати являются дневными животными, остальные енотовые ведут ночной образ жизни. В основном это одиночные животные: матери, как правило, самостоятельно выращивают до четырёх детенышей.

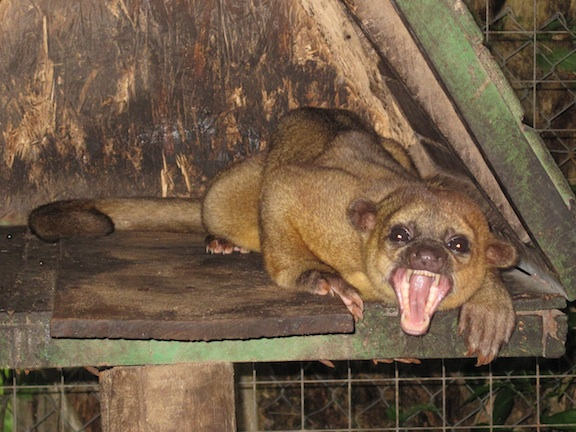
Кинкажу (Potos flavus)

## Классификация
К семейству енотовых относятся 6 современных родов с 13 видами:
- Еноты (Procyon)
  - Енот-полоскун (Procyon lotor) — выделяют 22 подвида, в том числе:
    - Тресмариасский енот (P. lotor insularis)
    - Барбадосский енот (P. lotor gloveralleni)
    - Багамский енот (P. lotor maynardi)

  - Енот-ракоед (Procyon cancrivorus)
  - Косумельский енот (Procyon pygmaeus)
- Какомицли (Bassariscus)
  - Североамериканский какомицли (Bassariscus astutus)
  - Центральноамериканский какомицли (Bassariscus sumichrasti)
- Носухи (Nasua)
  - Обыкновенная носуха (Nasua nasua)
  - Коати (Nasua narica) — 4 подвида, в том числе
    - Носуха Нельсона (N. narica nelsoni)
- Горные носухи (Nasuella)
  - Горная носуха (Nasuella olivacea) — 3 подвида, в том числе
    - Восточная горная носуха (N. olivacea meridensis)
- Олинго (Bassaricyon)
  - Олинго Аллена (Bassaricyon alleni)
  - Пушистохвостый олинго (Bassaricyon gabbii)
  - Bassaricyon medius
  - Bassaricyon neblina
- Кинкажу (Potos)
  - Кинкажу (Potos flavus)

Ранее к семейству енотовых относили также и малую панду (Ailurus fulgens). Её систематическое положение долгое время было неясным. Малую панду относили то к семейству енотовых, то к медвежьим, то выделяли в отдельное семейство. Однако последние генетические исследования показали, что малая панда вместе с вымершими родственными видами образует отдельное семейство пандовых (Ailuridae), которое вместе с семействами енотовых, скунсовых и куньих образует надсемейство куницеподобных (Musteloidea).

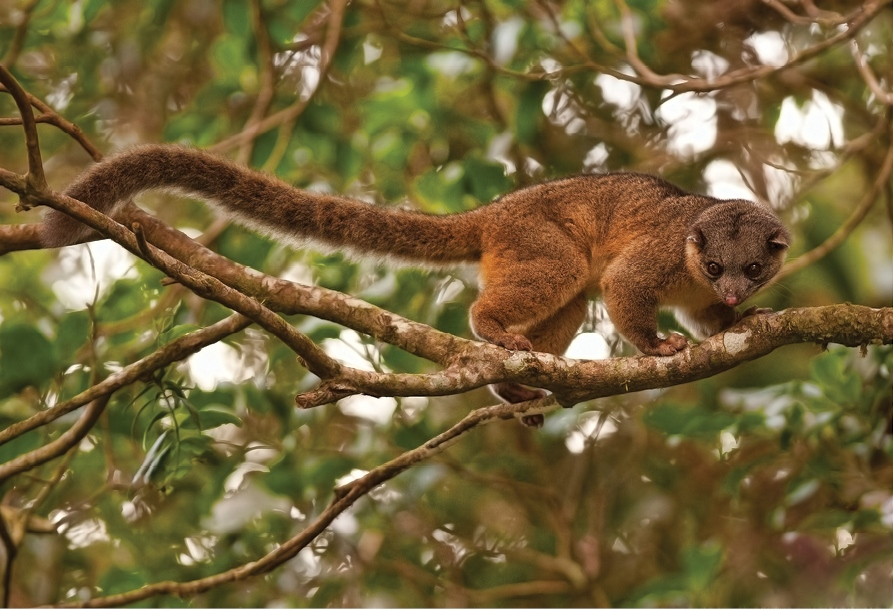
Пушистохвостый олинго (Bassaricyon gabbii)

Согласно последним генетическим исследованиям родственные связи между современными родами енотовых можно изобразить в виде кладограммы:

```
               _____Еноты (Procyon)
         _____|
        |     |_____Какомицли (Bassariscus) 
     ___|
    |   |    _______Олинго (Bassaricyon) 
    |   |   |
 ___|   |___|    ___Носухи (Nasua)
    |       |___|
    |           |___Горные носухи (Nasuella)
    |
    |_______________Кинкажу (Potos)
```

Ископаемые роды и виды енотовых:
- Arctonasua †
  - A. eurybates †
  - A. floridana †
- Brachynasua †
- Broiliana † — поздний олигоцен — ранний миоцен (23,8 — 16,9 млн лет назад), Европа[9]
  - B. dehmi †
  - B. nobilis †
- Cercoleptina †
- Chapalmalania †
- Cyonasua † — поздний миоцен (9,0 — 6,8 млн лет назад), Южная Америка[10]
- Edaphocyon †
- Melina †
  - M. gaudichaudi † — плиоцен — ранний плейстоцен (5,33 — 1,81 млн лет назад), Южная Африка[11]
- Paranasua †
- Probassariscus † — средний миоцен (16,3 — 10,3 млн лет назад), Северная Америка[12]
  - P. antiquus †
- Protoprocyon (= Lichnocyon) †
- Pseudobassaris †
- Stromeriella † — ранний миоцен (22,4 — 16,9 млн лет назад), Европа[13]
  - S. depressa †
  - S. franconica †
- Sivanasua †
  - S. viverroides †

Триба Potosini
- Bassaricynoides †
- Parapotos †